# Ederson Moraes
Ederson Santana de Moraes eller bare Ederson (født 17. august 1993 i Osasco, Brasilien), er en brasiliansk fodboldspiller (målmand). Han spiller for Manchester City i den engelske Premier League, hvor han har været på kontrakt siden 2016.

## Klubkarriere
Ederson startede sin karriere i hjemlandet, men rejste i 2012 til Portugal, hvor han skrev kontrakt med Rio Ave. Her spillede han i tre sæsoner, inden han i sommeren 2015 skiftede til Lissabon-storklubben Benfica. Han spillede de to følgende år for klubben, og vandt det portugisiske mesterskab begge årene. I sommeren 2017 blev han købt af Manchester City i England for en pris på 35 millioner britiske pund. I sin første sæson i klubben var han med til at vinde både det engelske mesterskab og Liga Cuppen.

## Landshold
Ederson har (pr. maj 2018) spillet én kamp for Brasiliens landshold. Han debuterede for holdet 10. oktober 2017 i en VM-kvalifikationskamp mod Chile. Han var en del af den brasilianske trup til VM 2018 i Rusland.